# The Buffoons
The Buffoons sono un gruppo musicale olandese particolarmente attivo negli anni sessanta e settanta.
Sono noti per le armonie vocali (in stile close harmony) applicate a numerose cover di standard internazionali (Vaja con Dios, Maria, Wonderfull World, My Girl Donna, Let It Be Me, Unchained Melody, ecc.).

## Componenti
Il gruppo è stato fondato nel 1966 nella città di Enschede (regione di Twente) con il nome iniziale di The White Rockets. I sei membri originari erano:
- Hilco ter Heide (voce)
- Gerard van Tongeren (canto, chitarra elettrica)
- Ely van Tongeren (chitarra solista, canto)
- Maarten Assink (batteria, canto)
- Bob Luiten (basso elettrico, canto)
- Benny de Groot (tastiere, canto)

## Carriera
Il loro primo singolo, pubblicato nel 1967 e contenente Tomorrow Is Another Day e My World Fell Down (due canzoni del gruppo inglese degli Ivy League) si piazzò nelle classifiche di vendita. L'anno successivo, il 1968, si rivelò l'anno del consolidamento per il gruppo con la pubblicazione di altri singoli in grado di scalare le classifiche fino ai primi posti: It's the End (quarto posto), Sister Theresa's East Side Orphanage, Lovely Loretta e Goodbye My Love (nelle Top 40). Ugualmente, buone vendite registrò il primo album registrato dal gruppo, Lookin 'Ahead. Nel 1969 però la stella del gruppo andò calando, sebbene ulteriore notorietà gli venne dalla visita compiuta all'Hotel Hilton di Amsterdam a Yōko Ono e John Lennon impegnati nella protesta del bed-in.
A questo punto si ha il primo cambiamento nella formazione del gruppo: De Groot viene rimpiazzato da Jack van Rossum (già nel gruppo Indo-Rock The Crazy Rockers). L'anno successivo toccò lasciare ad Assink e Luiten, rimpiazzati rispettivamente alla batteria da Boy Brostowsky (già nei The Crazy Rockers) e alla chitarra da Don Biesbroek, mentre al basso passò Ely van Tongeren. Nel 1973 il gruppo ha inciso quello che è stato il suo maggior successo, Donna My Girl, canzone di Richie Valens (salita al n. 3 nella Top 40). I successivi due singoli - Arizona e Let It Be Me - entrarono nella Top 20 e sono stati i loro ultimi successi di un certo rilievo.
Nel 1979 il gruppo si è temporaneamente sciolto e i suoi componenti hanno intrapreso carriere con progetti da solisti salvo una occasionale reunion nel 1983. Nel 1990 i fratelli Ely e Gerard van Tongeren hanno poi dato vita ad una band chiamata The New Buffons. A porre fine all'esperienza, nel 2003 è stato però un infarto che ha colpito lo stesso Gerard van Tongeren. Nel 2006 Ely ha ricomposto nuovamente il vecchio gruppo con Jack van Rossum, Boy Brostowsky e Don Biesbroek oltre a Henk Hager e Fokke Openty. Dopo l'abbandono di Jack van Rossum, nel 2007, il gruppo ha riassorbito i membri originari Maarten Assink e Hilco ter Heide, integrati da Bo Moelkercon.

## Principali singoli
(titolo e data di pubblicazione)
- Tomorrow Is Another Day / My World Fell Down, 14-10-1967
- It's the End, 10-2-1968
- Sister Theresa's East River Orphanage / Sunday Will Never Be the Same, 18-5-1968
- Lovely Loretta,  14-9-1968
- Goodbye My Love, 30-11-1968
- The Radio Song, 5-4-1969
- Catarina Baby, 28-6-1969
- My World Is Empty, 2-5-1970
- The Secret of You and I, 24-6-1972
- My Girl Donna, 10-3-1973
- Arizona, 14-7-1973
- Let It Be Me, 3-11-1973
- To Know You Is Love You , 1-6-1974
- Silver Queen, 27-12-1975